# 柴浩伟
柴浩偉（1992年1月28日—），是中國內地男演員。他於山東省淄博市出生，出道作品為2012年由中央電視臺及湖南廣播電視臺聯合出品的愛情電視劇《愛在春天》。2016年，參與首部網絡電影《王牌御史之獵妖教室》之拍攝。

## 演出作品

### 網絡電影
- 2016年：《网络惊魂》
- 2016年：《老九门番外之虎骨梅花》 飾演 解聪
- 2022年：《王牌御史之獵妖教室》 飾演 彪哥

### 電視劇／網絡劇
| 首播年份 | 劇名                           | 角色       | 備註     |
| -------- | ------------------------------ | ---------- | -------- |
| 2012年   | 《愛在春天》                   | 劉雲       |          |
| 2014年   | 《杉杉來了》                   | 遊承浩     |          |
| 2015年   | 《靈魂擺渡第二季》             | 小青       | 網絡劇   |
| 2016年   | 《傻兒傳奇之抗戰到底》         | 洪德遠     |          |
| 2016年   | 《致单身男女》                 | 助手王斌   |          |
| 2016年   | 《校花的貼身高手第二到第四季》 | 司徒煚     | 網絡劇   |
| 2017年   | 《琅琊榜之風起長林》           | 魯昭       |          |
| 2019年   | 《陪你到世界之巔》             | 李敢       |          |
| 2019年   | 《时间都知道》                 | 高彦斐     |          |
| 2019年   | 《最美的安排》                 | 韩泽       |          |
| 2021年   | 《御賜小仵作》                 | 楚河       | 網絡劇   |
| 2021年   | 《心跳源計畫》                 | 章宇       |          |
| 2021年   | 《陪你逐风飞翔》               | 刘主任     |          |
| 2022年   | 《促醒者》                     | 小薛       |          |
| 2022年   | 《我們的當打之年》             | 賈龍       |          |
| 2023年   | 《不完美受害人》               | 朱磊       | 網絡劇   |
| 2023年   | 《很想很想你》                 | 顧聲二表哥 |          |
| 待播     | 《御賜小仵作2》                | 楚河       |          |
| 待播     | 《贪欢》                       |            | 網絡短劇 |

## 外部連結
- 柴浩伟在豆瓣上的资料（简体中文）
- 柴浩伟的新浪微博
- 柴浩伟在互联网电影资料库（IMDb）上的資料（英文）
- 柴浩偉 （页面存档备份，存于）在愛奇藝的頁面